# Jacaranda
Jacaranda és un gènere de plantes de la família Bignoniaceae.

## Taxonomia
| Sec. Jacaranda - Jacaranda acutifolia Bonpl. - Jacaranda arborea Urb. - Jacaranda brasiliana (Lam.) Pers. - Jacaranda caerulea (L.) J.St.-Hil. - Jacaranda caucana Pittier - Jacaranda copaia (Aubl.) D.Don - Jacaranda cuspidifolia Mart. ex DC. - Jacaranda hesperia Dugand. - Jacaranda mimosifolia D.Don, Xicranda - Jacaranda obtusifolia Humb. & Bonpl. - Jacaranda orinocensis Sandw. - Jacaranda poitaei Urb. - Jacaranda praetermissa Sandw. - Jacaranda sparrei A.H.Gentry | Sec. Dilobos - Jacaranda bracteata Bur. & K.Schum. - Jacaranda campinae A.Gentry & Morawetz - Jacaranda carajasensis A.Gentry - Jacaranda caroba (Vell.) DC. - Jacaranda crassifolia Morawetz - Jacaranda duckei Vattimo - Jacaranda duckel Vattimo - Jacaranda glabra (DC.) Bur. & K.Schum. - Jacaranda intricata A.Gentry & Morawetz - Jacaranda irwinii A.Gentry - Jacaranda jasminoides (Thunb.) Sandw. - Jacaranda macrantha Cham. - Jacaranda macrocarpa Bur. & K.Schum. - Jacaranda micrantha Cham. - Jacaranda montana Morawetz - Jacaranda morii A.Gentry - Jacaranda mutabilis Hassl. - Jacaranda obovata Cham. - Jacaranda oxyphylla Cham. - Jacaranda paucifoliata Mart. ex DC. - Jacaranda puberula Cham. - Jacaranda racemosa Cham. - Jacaranda rufa Manso - Jacaranda simplicifolia K.Schum. - Jacaranda subalpina Morawetz - Jacaranda ulei Bur. & K.Schum. |